# Архангельская митрополия
Арха́нгельская митропо́лия (неофициально — Аркти́ческая митропо́лия) — митрополия Русской православной церкви, образованная в пределах Архангельской области. Объединяет Архангельскую, Котласскую, Нарьян-Марскую и Плесецкую епархии.

## История
В соответствии с Положением об областных преосвященных от 12 марта 1934 года во исполнение постановления Поместного Собора 1917—1918 годов о митрополичьих округах Временный Патриарший Священный Синод образовал церковные области в составе нескольких епархий, в том числе в границах Северной области была образована митрополия с центром в Архангельске. Дата упразднения точно неизвестна. Скорее всего это произошло в 1943 году при проведении переустройства епископских кафедр.
Образована постановлением Священного синода от 27 декабря 2011 года в пределах Архангельской области России. При создании митрополии правящим архиереем был назначен епископ Архангельский и Холмогорский Даниил (Доровских), который 8 января 2012 года в Успенском соборе Московского Кремля патриархом Кириллом был возведён в сан митрополита.
9 марта 2017 года решением Священного Синода Русской православной церкви из Архангельской епархии была выделена Плесецкая с включением в состав Архангельской митрополии.

## Епархии

### Архангельская епархия
Территория: городские округа Архангельск, Новодвинск, Северодвинск; Пинежский, Приморский и Холмогорский районы.
Правящий архиерей: митрополит Корнилий (Синяев).

### Котласская епархия
Территория: Вельский, Верхнетоемский, Вилегодский, Коношский, Котласский, Красноборский, Ленский, Няндомский, Устьянский и Шенкурский районы.
Правящий архиерей: епископ Василий (Данилов). Население — 288 тысяч человек, приходов — 45.

### Нарьян-Марская епархия
Территория: Ненецкий автономный округ, Лешуконский и Мезенский районы, архипелаги Новая Земля и Земля Франца-Иосифа.
Правящий архиерей: епископ Нарьян-Марский и Мезенский Софроний (Семенов) Население — около 66 тысяч человек, приходов — 10.

### Плесецкая епархия
Территория: Виноградовский, Каргопольский, Онежский, Плесецкий районы.
Правящий архиерей: епископ Плесецкий и Каргопольский Александр (Зайцев).

## СМИ
- Журнал «Вестник Архангельской митрополии»